# Papa Stronsay
Papa Stronsay är en ö i Storbritannien.   Den ligger i kommunen Orkneyöarna och riksdelen Skottland, i den norra delen av landet, 900 km norr om huvudstaden London. Arean är 0,92 kvadratkilometer.
Terrängen på Papa Stronsay är mycket platt. Öns högsta punkt är 9 meter över havet. Den sträcker sig 1,2 kilometer i nord-sydlig riktning, och 1,4 kilometer i öst-västlig riktning.